# کوه یاکه (تانزاوا)
یاکه یاما (به ژاپنی: 焼山 yakeyama) در استان کاناگاوا (神奈川県) در نزدیک شهر ساگامی هارا قرار دارد. ارتفاع این کوه ۱۰۶۰ متر است. یاکه یاما یکی از کوه‌های سلسله کوه‌های تانزاوا (丹沢主脈)  محسوب می‌شود. کوه‌پیمایان این کوه نسبتاٌ نادر هستند.　در فصل تابستان مخصوصاً پس از بارندگی، زالوی کوهستانی در این مسیر کوهستانی فراوان وجود دارد بنابراین توصیه می‌شود در فصل گرما از رفتن به این مسیر خودداری شود.  

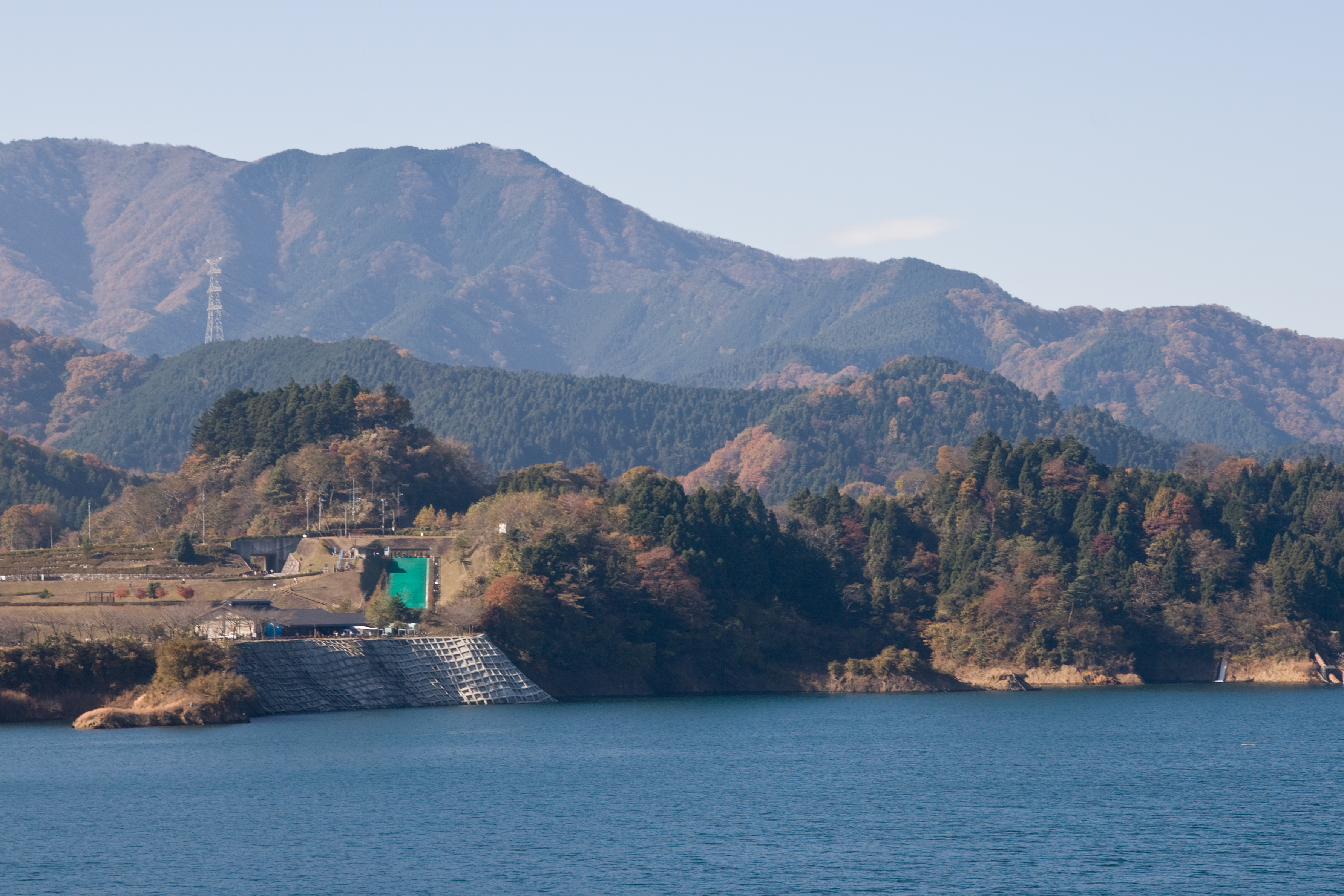
منظرهٔ کوه یاکه از دریاچه میاگاسه.